# Betty Driver
Betty Driver, eigentlich Elizabeth Mary Driver (* 20. Mai 1920 in Leicester, East Midlands, England; † 15. Oktober 2011 in Cheadle, Greater Manchester, Cheshire, England), war eine britische Sängerin und Schauspielerin.

## Leben

### Familie und Ausbildung
Driver wurde als Tochter von Frederick Driver und dessen Ehefrau Nelly im Prebend Nursing Home in Leicester geboren. Sie hatte eine jüngere Schwester, Freda. Ihr Vater war im Ersten Weltkrieg Soldat gewesen und wurde später Polizeibeamter. 1922 zog Drivers Familie nach Manchester. Driver wuchs im Stadtteil West Didsbury auf, in einer Siedlung, in der auch andere Polizeiangehörige und deren Familien lebten. Sie besuchte die Wilbraham Road School.

### Karriere als Sängerin
Auf Betreiben ihrer ehrgeizigen Mutter, einer Pianistin, begann Drivers Karriere im Show-Business im Alter von sechs Jahren. Das Ziel ihrer Mutter war es, aus Betty Driver eine zweite Gracie Fields zu machen. Ihre Mutter starb 1956.
Ab dem Alter von acht Jahren trat Driver professionell auf; im Alter von neun Jahren wurde sie Mitglied der Terence Byron Repertory Company. Sie trat in Manchester mit dem Gesangsensemble The Quaintesques auf, einer Gruppe von Männern, die in Frauenkleidern auftraten. Außerdem sang sie bei einem Benefizkonzert der Polizei im Manchester Hippodrome. Im Alter von zehn Jahren trat sie bei einer Tourneeproduktion in der Revue Mixed Bathing auf. Im Alter von zwölf Jahren war sie erstmals in Rundfunksendungen als Sängerin zu hören; sie sang unter anderem mit dem britischen Bandleader Henry Hall. Im September 1934 sprach sie, auf Betreiben ihrer Mutter, am Prince of Wales Theatre in London vor und wurde als Sängerin für die Revue La Revue d'Amour engagiert. Dort wurde sie von Archie Pitt, dem früheren Ehemann von Gracie Fields, und dessen Bruder, dem Theateragenten Bert Aza, entdeckt. Aza nahm Driver trotz ihres jugendlichen Alters unter Vertrag. Driver wurde zunächst als Cover für Gracie Fields für die Revue Mr Tower of London (1934–1936) engagiert; bei einer späteren Tourneeproduktion übernahm sie dann Fields’ Rolle, da Fields wegen anderweitiger Verpflichtungen verhindert war. 1934 nahm Driver ihre erste Schallplatte auf, Jubilee Baby; es folgten Hits wie I Fall in Love With You Every Day (1938), The Sailor With The Navy Blue Eyes, Macnamara's Band, Pick The Petals Of A Daisy, September In The Rain und I Know You're Mine (1954). 1936 trat sie im Londoner West End in der Revue Home and Beauty von Charles B. Cochran (1872–1951) auf. Driver wurde als Einspringerin (Understudy) für Binnie Hale engagiert und übernahm die Rolle jeweils zweimal in der Woche selbst. 1938 folgte ein Engagement am Londoner Coliseum Theatre in der Musikkomödie It’s Foolish But It’s Fun. Ende der 1930er Jahre trat Driver als Balladensängerin auf, mit moderneren und aktuelleren Texten.
Während des Zweiten Weltkrieges war Driver in der Truppenbetreuung tätig. Sie sang unter anderem für die Entertainments National Service Association. Sie nahm die Zusammenarbeit mit Henry Hall wieder auf und wurde eine geschätzte Big-Band-Sängerin. Sie war regelmäßig als Sängerin in Halls Radiosendung Henry Hall’s Guest Night (1941–1948) zu hören. 1949 wurde Driver von der BBC für eine eigene Radiosendung A Date with Betty engagiert, in der sie sang, in Sketchen auftrat und Gäste vorstellte. 1953 unternahm sie eine Tournee durch Australien, wo sie in einer musikalischen Revue auftrat; außerdem sang sie in den 1950er Jahren vor britischen Truppen, die auf Zypern, Malta oder im Mittleren Osten stationiert waren.

### Theater
Als ihre Stimme nachließ, wandte sich Driver Ende der 1950er Jahre verstärkt der Schauspielerei zu. Sie trat als Theaterschauspielerin unter anderem im Juni 1958 im Bristol Hippodrome in dem Theaterstück The Lovebirds von Basil Thomas, neben Wallas Eaton und Renee Reel, auf. Am Grand Theatre in Blackpool spielte sie in den Theaterstücken Pillar to Post (1960) von John Waterhouse und What a Racket (1961, an der Seite von Arthur Askey).

### Film und Fernsehen
Mit 14 Jahren spielte Driver 1934 ihre erste Filmrolle in der britischen Filmkomödie Boots! Boots! an der Seite von George Formby. Sie hatte darin einige Dialogzeilen sowie Tanz- und Stepptanz-Szenen mit Formby. Drivers Szenen waren in der Originalfassung des Films enthalten, wurden dann später (1938) jedoch herausgeschnitten. Eine Wiederveröffentlichung des Films auf DVD enthält auch die Originalszenen mit Betty Driver.
Es folgten weitere Filme für die Ealing Studios, unter anderem als Betty Higgins in Penny Paradise (1938). Driver spielte darin die junge Tochter des Kapitäns eines Dampfschleppers. Weitere Rollen waren die Sängerin Betty Pinbright in der britischen Filmkomödie Let's Be Famous (1939) und Mary Matthews in der Komödie Facing the Music (1941). Aufgrund des Zweiten Weltkrieges wurde ihr Filmvertrag anschließend aufgelöst.
1964 sprach Driver bei Granada Television für die Rolle der Ehefrau und Putzfrau Hilda Ogdan in der Fernsehserie Coronation Street vor. Die Produzenten entschieden sich jedoch für eine schlankere Bewerberin; die Rolle ging an Jean Alexander. Von 1965 bis 1966 spielte Driver die Rolle der geradlinigen, offenherzigen, blonden Kantinenwirtin Mrs. Edgeley in der britischen Sitcom Pardon the Expression, einem Spin-off der Fernsehserie Coronation Street.
Ab 1969 verkörperte sie dann in der Fernsehserie Coronation Street die Rolle der Betty Turpin, nach ihrer Heirat in der Fernsehserie Betty Williams. Sie spielte die Frau des Polizeioffiziers Cyril Turpin sowie Barfrau und Schankwirtin in dem Lokal Rovers Return Inn, in welchem sie den Gästen ihren legendären „Betty’s Hot Pot“, einen Lancashire-Eintopf mit Lammfleisch, Kartoffeln, Zwiebeln und Worcester-Sauce, serviert. Driver spielte die Rolle über 42 Jahre lang in über 2800 Folgen der Serie. Bis zu ihrem 86. Lebensjahr fuhr sie täglich mit ihrem eigenen Wagen zu den Filmstudios; die Produktionsfirma stellte ihr später dann, nachdem der Schauspieler Ian McKellen dies in einem Interview öffentlich gemacht hatte, einen Chauffeur zur Verfügung. Ihren letzten Auftritt hatte sie in der Serie im Mai 2011.
1967 hatte sie eine Nebenrolle als Mrs. Bull in der Literaturverfilmung Love on the Dole, nach dem gleichnamigen Roman von Walter Greenwood (1903–1974).

## Auszeichnungen
2000 wurde sie in der New Year’s Honours List von Königin Elisabeth II. zum Member of the Order of the British Empire ernannt. 2010 erhielt sie bei den British Soap Awards die Auszeichnung für ihr Lebenswerk (Lifetime Achievement Award).

## Privates
Im Dezember 1952 heiratete Driver in London den südafrikanischen Sänger und späteren Theateragenten Wallace „Wally“ Petersen. Eine Schwangerschaft endete mit einer Fehlgeburt. Mit Petersen lebte sie Ende der 1950er Jahre als Hausfrau kurzzeitig in Südafrika; sie trennte sich 1960 nach 7-jähriger Ehe von Petersen und kehrte nach Großbritannien zurück, nachdem sie von zahlreichen außerehelichen Beziehungen ihres Mannes zu anderen Frauen erfahren hatte. Die Ehe wurde 1970 auch geschieden.
1967 übernahm sie gemeinsam mit ihrem Vater und ihrer Schwester Freda ein Pub, das Cock Hotel, in Whaley Bridge, Derbyshire, später auch ein Pub in Cheshire, die sie bis zu ihrem Einstieg in die Fernsehserie Coronation Street führte. Sie lebte später gemeinsam mit ihrer Schwester Freda († 2008) in Altrincham, Cheshire, und pflegte diese bis zu ihrem Tod. Als Hobby sammelte sie Gemälde und Antiquitäten.
2000 veröffentlichte sie ihre Memoiren Betty: The Autobiography.
Im Mai 2011 war Driver wegen einer Lungenentzündung in ein Krankenhaus eingeliefert worden. Sie starb am 15. Oktober 2011 im Alter von 91 Jahren.

## Filmographie (Auswahl)
- 1934: Boots! Boots!
- 1938: Penny Paradise
- 1939: Let’s Be Famous
- 1941: Facing the Music
- 1965–1966: Pardon the Expression (Fernsehserie)
- 1967: Love on the Dole
- 1969–2011: Coronation Street (Fernsehserie)